# Die Geschichte des Soldaten Antonin
Die Geschichte des Soldaten Antonin ist ein französischer Film von Gabriel Le Bomin aus dem Jahr 2006. Der Spielfilm thematisiert das Phänomen der Kriegszitterer, ein nach dem Ersten Weltkrieg massenhaft aufgetretenes Erscheinungsbild psychischer Erkrankung.

## Handlung
Frankreich, 1919: Der junge Lehrer Antonin ist aus dem Krieg ohne sichtbare Wunden wiedergekehrt. Er ist verschlossen, spricht kaum und leidet unter plötzlich auftretenden Tremor-Attacken. Drei Monate nach Kriegsende ist er absolut unfähig, über das zu sprechen, was er im Krieg erlebt hat. Als Soldat hatte er sich um einen Taubenschlag zu kümmern, da die Tauben zur Übermittlung von Felddepeschen eingesetzt wurden. Die Tauben zu versorgen war zwar ein vergleichsweise friedlicher Militärdienst, die Schützengräben durfte er aber nie verlassen. In seinem Kopf wiederholen sich immer wieder dieselben fünf Szenen aus dem Krieg. Die einzigen Worte, die er spricht, sind fünf Vornamen – Madeleine, Ernst, Jean, Simon und Jürgen –, er wiederholt sie im Laufe des Tages immer wieder, wie er auch eine bestimmte Anzahl von immer gleichen Gesten wiederholt. Sein Körper wird von Zitterattacken geschüttelt. Zur Behandlung wird er in einem Krankenhaus dem Militärpsychiater Professor Labrousse vorgestellt, der sich auf die Behandlung von psychischen Erkrankungen bei Kriegsteilnehmern spezialisiert hat und der sich sehr für seinen Fall interessiert. Larousse arbeitet mit einer neuen, umstrittenen Methode der Behandlung, indem er die Patienten dazu bringt, sich genau an ihre traumatischen Erlebnisse zu erinnern. Bei Antonin versucht er die Ereignisse, die sich mit den Namen und den Gesten verbinden, in Erinnerung zu rufen, damit aus den Erinnerungsfragmenten ein Gesamtbild entstehen kann.

## Zitat
„Jenseits der faszinierenden Erfahrungen dieses Films und der Fragen  die er aufwirft bezüglich deren Darstellung, habe ich mir folgende Fragen gestellt: Gibt es ein kollektives Moralempfinden, das von der Verschiedenheit der Individuen genährt wird, jedoch über diesen Einzelfällen steht?
Und kann dieses kollektive Moralempfinden der Armee während der Friedenszeit und mehr noch während der Kriegszeit unabhängig vom Moralempfinden der Gesellschaft, des Staates selbst gemessen werden?“

## Produktion
Die Geschichte des Soldaten Antonin ist der erste Spielfilm des Regisseurs, der vorher nur Kurz- und Dokumentarfilme gedreht hat. Le Bomin nutzte die Zeit seines Militärdienstes zur Sichtung von umfangreichem Archivmaterial, bevor er mehrere Dokumentarfilme über die Traumatisierung von Soldaten nach dem Ersten Weltkrieg bis hin zum Golfkrieg drehte. Sein besonderes Interesse galt dabei den verschiedenen Formen von Kriegstraumata und akuten Belastungsstörungen. Le Bomin erklärte in einem Interview mit dem französischen Internet-Portal cairn.com, er habe eine kleine Gruppe von Schauspielern auf ihre Rolle vorbereitet, indem er sie mit Soldaten, die an dem Krieg in Jugoslawien teilgenommen haben, zusammenbrachte. Er habe die Soldaten mit Situationen konfrontiert, in denen ihr Leben und das der anderen auf dem Spiel gestanden habe. „Indem sie gewisse Szenen aus ihrer eigenen Erfahrung wachriefen und „nachspielten“, fassten sie echte Gefühle in Worte, Gefühle, die sie erlebt hatten. Dies war den Schauspielern eine große Hilfe, sich in [...] fiktiven Situationen zurechtzufinden“.
Die Vorbereitungen für den Film dauerten rund vier Jahre. Das Drehbuch selbst entstand über einen Zeitraum von zwei Jahren, in denen Le Bomin u. a. Fachärzte für Psychiatrie im Militärkrankenhaus Val-de-Grâce befragte.
Der Film selbst wurde innerhalb von 7 Wochen abgedreht. Einer der Drehorte war der Truppenübungsplatz Valdahon im Département Doubs. Weitere Szenen wurden im Forêt de Chaux bei Dole gedreht. Das Fort im Film ist das Fort de Domont in der Region Paris.
Die Filmmusik komponierte Fabien Römer, der seine erste Filmmusik für Le Bomins Kurzfilm Les Egarés komponiert hatte.

## Veröffentlichung
Premiere in Frankreich war am 8. November 2006. 2007 wurde der Film auf dem Shanghai International Film Festival gezeigt. In Deutschland wurde er am 2. Juli 2014 im Programm der ARD ausgestrahlt.
2008 publizierte MK2 VIDEO eine Cassette mit 2 DVDs. Die erste enthält den Film in französischer Sprache, die zweite umfasst u. a. das Interview Le projet mit Gabriel Le Bomin, ein Gespräch zwischen dem Armeepsychiater Louis Crocq und dem Historiker Nicolas Offenstadt sowie die beiden Kurzfilme Le puits (2002) und L’Occupant (2008).

## Auszeichnungen
Fabien Römer wurde 2006 mit dem Clef d’or (Preis der Publikumsjury) für die beste Musik beim 7ème Festival International Musique et Cinema ausgezeichnet.